# Анаболічні стероїди
 Анаболі́чні стеро́їди — фармакологічні препарати, що посилюють дію анаболічних процесів. Прискорюють синтез білка усередині клітин, що призводить до вираженої гіпертрофії м'язової тканини (загалом цей процес називається анаболізмом), в результаті чого вони знайшли широке застосування в бодибілдингу. Дії анаболічних стероїдів умовно ділять на два напрямки: анаболічна активність і андрогенна активність.

### Синоніми
Анаболічні стероїди мають велике число синонімів:
- Анаболіки
- Андрогени
- АС (аббр. Анаболічні Стероїди)
- AAS (аббр. Anabolic-Androgenic Steroids — офіційна назва в іноземній літературі)
- Стероїди
- Вітаміни (сленгове найменування в бодибілдингу)
- Хімія (сленгове найменування в бодибілдинг)
- Фарма (сленгове найменування в бодибілдингу)

## Історія анаболічних стероїдів
Використання анаболічних стероїдів почалося ще до їх ідентифікації й виділення. Медичне використання екстракту яєчок тварин почалося наприкінці 19 століття. У 1931 році Adolf Butenandt вдалося ізолювати 15 мг андростерона з 10000 літрів сечі. Цей анаболічний стероїд був внаслідок синтезованого Leopold Ruzicka в 1934 році.
У 1930-х роках вже було відомо, що в екстракті яєчок міститься більш потужний анаболічний стероїд, ніж андростерон. Три групи вчених, що фінансуються трьома конкурентними фармацевтичними компаніями з різних країн: Нідерланди, Нацистська Німеччина і Швейцарія почали пошук більш потужних компонентів. Так, у травні 1935 Karoly Gyula David, E. Dingemanse, J. Freud і Ernst Laqueur вдалося виділити кристалічний тестостерон. Гормон отримав таку назву виходячи зі свого походження: тесто — яєчко, стерол — стероїдна структура, і закінчення -он, яке говорить про те, що речовина є кетоном.
Хімічний синтез тестостерону з холестерину провели того ж року Адольф Бутенандт і G. Hanisch. Вже через тиждень після цієї події, третя група Леопольда Ружички й A. Wettstein зробила заявку на патентування нового методу хімічного синтезу тестостерону. Ружичка й Бутенандт отримали за свої винаходи Нобелівську премію з хімії в 1939 році.
Клінічні випробування на людях, включаючи оральний прийом метилтестостерону та ін'єкції пропіонату тестостерону, почалися в 1937 році.
Перша згадка анаболічного стероїду в історії силових видів спорту датується 1938 роком, коли мова йде про пропіонат тестостерону в листі редактору журналу Strength and Health. Існують чутки, що в фашистської Німеччини анаболічні стероїди застосовувалися на солдатах, з метою підвищення агресії й витривалості, проте зараз ці факти не мають офіційного підтвердження. Однак, сам Адольф Гітлер отримував ін'єкції анаболічних стероїдів, за словами його особистого лікаря. Анаболічні стероїди використовувалися нацистами в експериментах на ув'язнених концентраційних таборів. В інших же країнах анаболічні стероїди застосовувалися для лікування і відновлення виснажених ув'язнених, які були звільнені з таборів.

## Сучасна історія
Удосконалення анаболічних властивостей тестостерону проводилося в 1940-х роках у Радянському Союзі та країнах Східного Блоку, таких як Східна Німеччина, де анаболічні стероїди почали застосовуватися для поліпшення показників олімпійських важкоатлетів. У відповідь на успіх російських важкоатлетів, лікар олімпійської збірної США, Dr. John Ziegler, почав роботу з хіміками над розробкою анаболічного стероїду з меншою андрогенною активністю, в результаті чого був отриманий метандростенолон. Новий препарат був схвалений FDA в 1958 році. Найбільш часто він призначався для лікування важких опіків, і літнім людям, проте велика частина метандростенолону споживалася в бодибілдингу та інших силових видах спорту. Dr. John Ziegler призначав тільки невеликі дози для атлетів, але пізніше він зауважив, що в атлетів які перевищували дозування виникала гіпертрофія простати і атрофія яєчок.
У 1976 році анаболічні стероїди були заборонені міжнародним олімпійським комітетом, на цьому закінчується історія їх легального використання у спорті, а через 10 років після цього були розроблені спеціальні тести для визначення анаболічних стероїдів в сечі.

### Пошук нових анаболічних стероїдів
Нині все розмаїття анаболічних стероїдів і їх модифікації будується на чотирьох основних ідеях:
- Алкілювання в альфа-17 позиції метильною або етиловою групою, для запобігання руйнування препаратів в печінці, що робить можливим пероральний прийом у вигляді таблеток.
- Естеріфікація в бета-17 положенні, яка робить препарат розчинним в жирах, і дозволяє створювати депо в тканинах, яке розсмоктується тривалий час, таким чином, значно збільшуючи тривалість дії (до декількох місяців) анаболічного засобу.
- Зміна кільцевої структури анаболічного стероїду відноситься до оральних і парентеральних препаратів, пов'язаних з прагненням підвищити анаболічний індекс.
- Зміна структури, яке перешкоджає конверсії стероїдів в естрогени.

Також тепер ведеться активна розробка нового класу  селективних модуляторів андрогенних рецепторів.

### Регулювання продажу
10 липня 2023 року Національна комісія, що здійснює державне регулювання у сфері електронних комунікацій, опублікувала Розпорядження НЦУ №472/1302, в якому міститься список із 15 сайтів, які з цього моменту заблоковані для доступу на території України. Цього разу блокування торкнулися фармакологічних вебресурсів, які продають на території України стероїдні препарати, що де-факто заборонено законом.